# زبورگ (زاکسونی)-آنهالت
زبورگ (زاکسونی)-آنهالت (به آلمانی: Seeburg) یک منطقهٔ مسکونی در آلمان است که در زگبیت مانسفلدر لاند واقع شده‌است. زبورگ ۵۹۰ نفر جمعیت دارد.